# Estadi Pedro Bidegain
L'Estadi Pedro Bidegain, també conegut com El Nuevo Gasómetro, és un estadi de futbol de la ciutat de Buenos Aires, a l'Argentina.
És la seu del club CA San Lorenzo de Almagro. El club havia jugat a l'estadi Viejo Gasómetro (1916-1979). Després de jugar de rellogat a diversos estadis, el nou estadi va ser inaugurat el 16 de desembre de 1993. La seva capacitat és per a 47.964 espectadors.